# 王錦 (成化進士)
王錦（1450年—？），字絅之，河南開封府許州襄城縣人，民籍。明朝政治人物。進士出身。

## 生平
河南鄉試第七十二名。成化五年（1469年）乙丑科會試第二百二十三名，殿試登進士第三甲第一百名。

## 家族
曾祖父王尚文，曾任參議。祖父王景道，贈戶部郎中。父亲王瓖，曾任戶部郎中。